# فيديكس إكسبرس الرحلة 705
فيديكس إكسبرس الرحلة 705 هي طائرة ماكدونل دوغلاس دي سي 10-30F تحمل علي متنها راكب واحد و3 من أفراد الطاقم في 7 أبريل 1994 وكانت الطائرة متجهة من ممفيس إلي سان خوسيه وعندما أقلعت الطائرة من ممفيس حاول الراكب علي متن الطائرة قتل طاقم الرحلة وتحطيم الطائرة ولكن الطاقم تصدي للراكب عندما رفع المساعد أول الطائرة لدرجة انحراف 40 درجة للأعلي وتلي الكابتن ومهندس الرحلة الشجار مع الراكب وعندما انتهي الشجار قاد الكابتن الطائرة بالعودة إلي مطار ممفيس الدولي بسرعة 800 عقدة/س (1,481 متر/س آي بسرعة كم و481 متر/س) تفوق تصميم الطائرة للهبوط ولكن الطائرة هبطت علي المدرج 36L بدلا من المدرج 9 لأنه أقصر بينما المدرج 36L أطول وتوقفت قبل نهاية المدرج وأعتقل الراكب ونقل هو وأفراد الطاقم الثلاثة للمستشفي ونجاوا بجراح خطيرة ومنعتهم جراحهم من الطيران مجددآ.